# 甄永苏
甄永苏（1931年11月10日—），广东开平人，中国微生物与生物技术药学、肿瘤药理学专家。

## 生平
1954年毕业于中山大学医学院。1997年当选为中国工程院院士。